# Colobura avinoffi
Colobura avinoffi är en fjärilsart som beskrevs av Comstock 1942. Colobura avinoffi ingår i släktet Colobura och familjen praktfjärilar. Inga underarter finns listade i Catalogue of Life.